# Fanfan la Tulipe (película de 2003)
Fanfan la Tulipe es una película de comedia francesa dirigida por Gérard Krawczyk, estrenada en 2003. Es un remake de una película homónima de 1952 dirigida por Christian-Jaque y protagonizada por Gérard Philipe, Gina Lollobrigida y Noël Roquevert.

## Argumento
En la Francia del siglo XVIII, durante la Guerra de los Siete Años, nos encontramos con Fanfan, un seductor de mujeres sin par y fino espía. En tono de comedia amable, evita una boda forzada por el padre de una de sus conquistas. Para ello, se enrola en el ejército del rey Luis XV.

## Reparto
- Vincent Perez: Fanfan la Tulipe
- Penélope Cruz: Adeline la Franchise
- Didier Bourdon: Luis XV
- Hélène de Fougerolles: Madame de Pompadour
- Michel Muller: Tranche-Montagne
- Guillaume Gallienne: Coronel A.B.C.D. de La Houlette
- Gérald Laroche: Corsini
- Jacques Frantz: Sargento La Franchise
- Philippe Dormoy: Adjunto Fier-à-Bras
- Gilles Arbona: El Mariscal
- Jean-Pol Dubois: El limosnero
- Philippe du Janerand: Koenigseck
- Magdalena Mielcarz: Enriqueta de Francia
- Anna Majcher: Wanda
- François Chattot: El cura
- Yves Pignot: Maître Guillaume
- Jacques Dynam: Chaville
- Jean-François Lapalus: El tío de Lison
- Anna Majcher: Wanda
- Fabio Zenoni: El intérprete
- Adrien Saint-Joré: Tourne Autour
- Patrick Steltzer: El jefe de los bandidos
- François Soule: el lugarteniente
- Eugénie Alquezar: Lison
- Mickael Moyon: Lascar
- Vincent Valladon: Rouquin
- Augustin Legrand: Brèche Dent
- Jean-Marc Huber: Bandido lúbrico
- Bernard Maître: Flageolet
- Lionel Vitrant: un gendarme
- Jean Rochefort: El narrador